# Korona Królestwa Polskiego
Korona Królestwa Polskiego (łac. Corona Regni Poloniae), w skrócie Korona Polska lub Królestwo Polskie, potocznie i skrótowo: Korona – 1. powstała pod koniec XIV wieku koncepcja państwa polskiego jako czynnika nadrzędnego wobec władzy królów Polski, początkowo dziedzicznych (Andegawenowie), a następnie wybieralnych (od Władysława II Jagiełły do Stanisława Augusta Poniatowskiego); 2. nazwa państwa polskiego w latach 1386–1569 pozostającego w unii z Litwą, a później w latach 1569–1795 nazwa jednego z dwóch równoprawnych członów Rzeczypospolitej Obojga Narodów; 3. określenie całości obszaru ziem wchodzących w skład Królestwa Polskiego na podstawie dziedzictwa i prawnej sukcesji.

## Znaczenie prawne

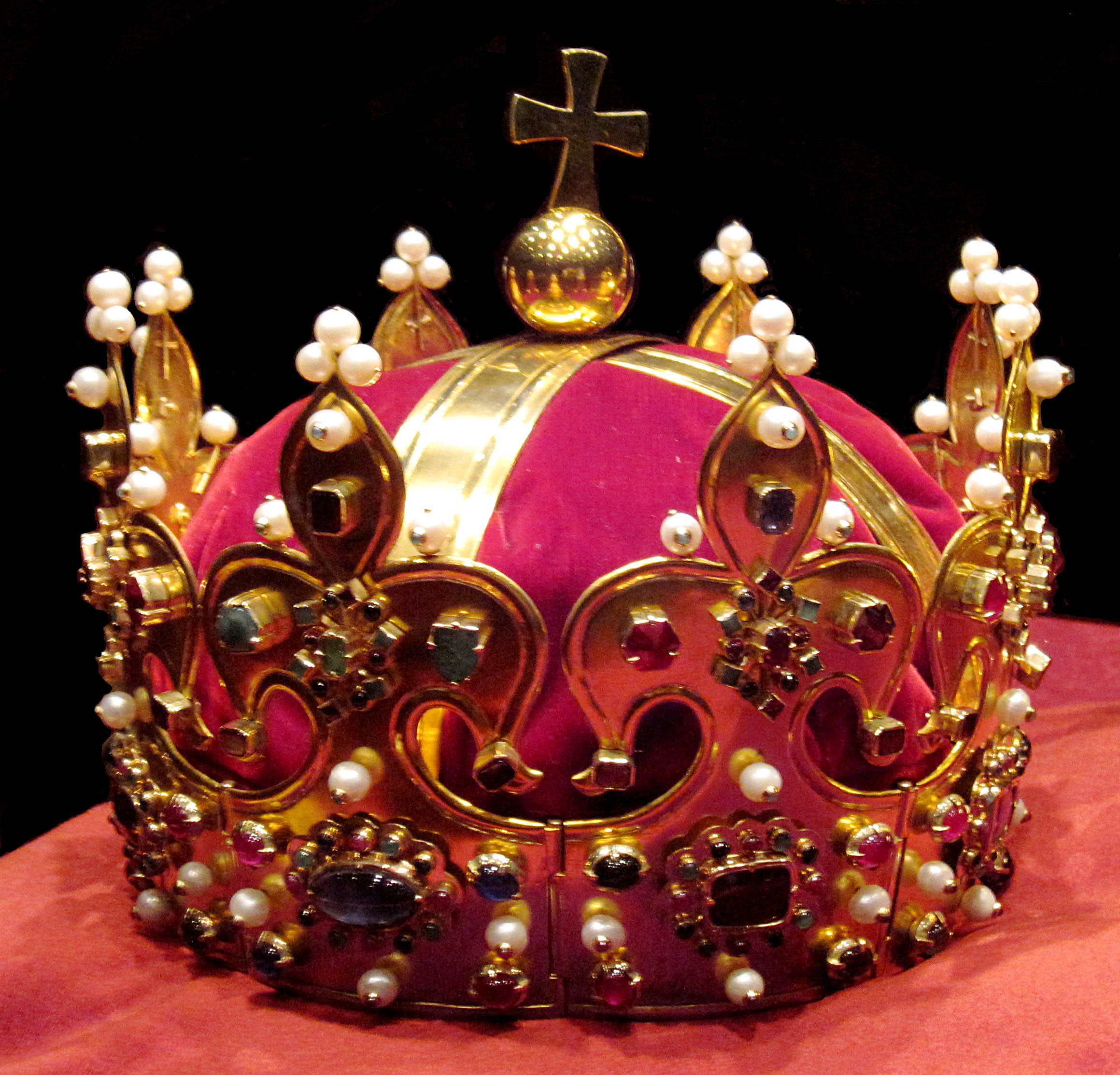
Replika tzw. korony Chrobrego, głównego insygnium koronacyjnego królów polskich, używanej od Władysława Łokietka (1320) do Stanisława Augusta Poniatowskiego (1764). Korona symbolizowała ciągłość państwa polskiego i jedność jego terytorium.

Publiczno-prawne pojęcie Korony Królestwa na określenie suwerennego państwa wraz ze swoimi prawami i historycznym terytorium, w przeciwieństwie do państwa będącego tylko dziedziczną własnością poszczególnych królów, narodziło się w XIII wieku we Francji. Idea została przyjęta w Czechach jako Korona świętego Wacława oraz na Węgrzech jako Korona świętego Stefana. W Polsce koncepcja Korony Królestwa Polskiego pojawiła się w okresie Zjednoczonego Królestwa Polskiego, gdy po wygaśnięciu dynastii Piastów władzę królewską odziedziczyli po nich Andegawenowie (1370).
Idea Korony Królestwa Polskiego, której symbolem były insygnia koronacyjne, została uznana za wiodącą zasadę ustrojową polskiej monarchii stanowej. Umożliwiła zachowanie ciągłości państwa polskiego i niepodzielności jego terytorium. Utożsamiała z państwem „panów polskich”, a następnie ogół ziemiaństwa, co stworzyło fundamenty pod ustrój republikański Rzeczypospolitej i demokrację szlachecką.
Pod koniec XV wieku zaczęła się też kształtować ideologia suwerenności Korony i dążenie do zrzucenia zwierzchnictwa cesarstwa i papiestwa. W roku 1555 sejm piotrkowski zrzucił zależność od papieży (od zjazdu w Sulejowie w roku 1318 papieże byli suwerenami Królestwa Polskiego). Za czasów ostatnich Jagiellonów przyjęto również zasadę suwerenności królów Polski od cesarzy, czego symbolem było zamknięcie korony Chrobrego złotymi kabłąkami i globem z krzyżem.

## Obszar Korony
W skład obszaru Korony Królestwa Polskiego wchodzą wszystkie ziemie historycznie podległe dziedzicznym królom Polski, które stanowiły ich rodowe patrymonium, w tym ziemie przyłączone na zasadzie prawnej sukcesji. Zgodnie z ideą Korony, wszystkie przyłączane ziemie mogły się znaleźć w jej składzie tylko na drodze legalnej sukcesji lub dobrowolnej inkorporacji.
Obszar Korony ukształtował się w okresie panowania dynastii Piastów i objął rdzenne ziemie polskie tworzące państwo pierwszego koronowanego króla (Korona Chrobrego) oraz ziemie włączone przez królów polskich później, w tym ziemie ruskie (Ruś Czerwona, Wołyń, Podole i ziemie ukrainne) odziedziczone przez Kazimierza Wielkiego.
Po wygaśnięciu rodzimej dynastii, obszar ten był traktowany jako niepodzielne terytorium, które nie podlegało dziedziczeniu, a kolejni królowie byli zobowiązani do utrzymania jego jedności i dążenia do odzyskania ziem utraconych.
W praktyce jednak Korona Królestwa Polskiego nie obejmowała większości ziem Śląska i Pomorza Zachodniego, które w okresie rozbicia dzielnicowego znalazły się w granicach innego nadrzędnego organizmu politycznego, Świętego Cesarstwa Rzymskiego.

### Jednoczenie ziem koronnych

Akt inkorporacji Prus do Korony wystawiony przez stany pruskie w 1454 roku

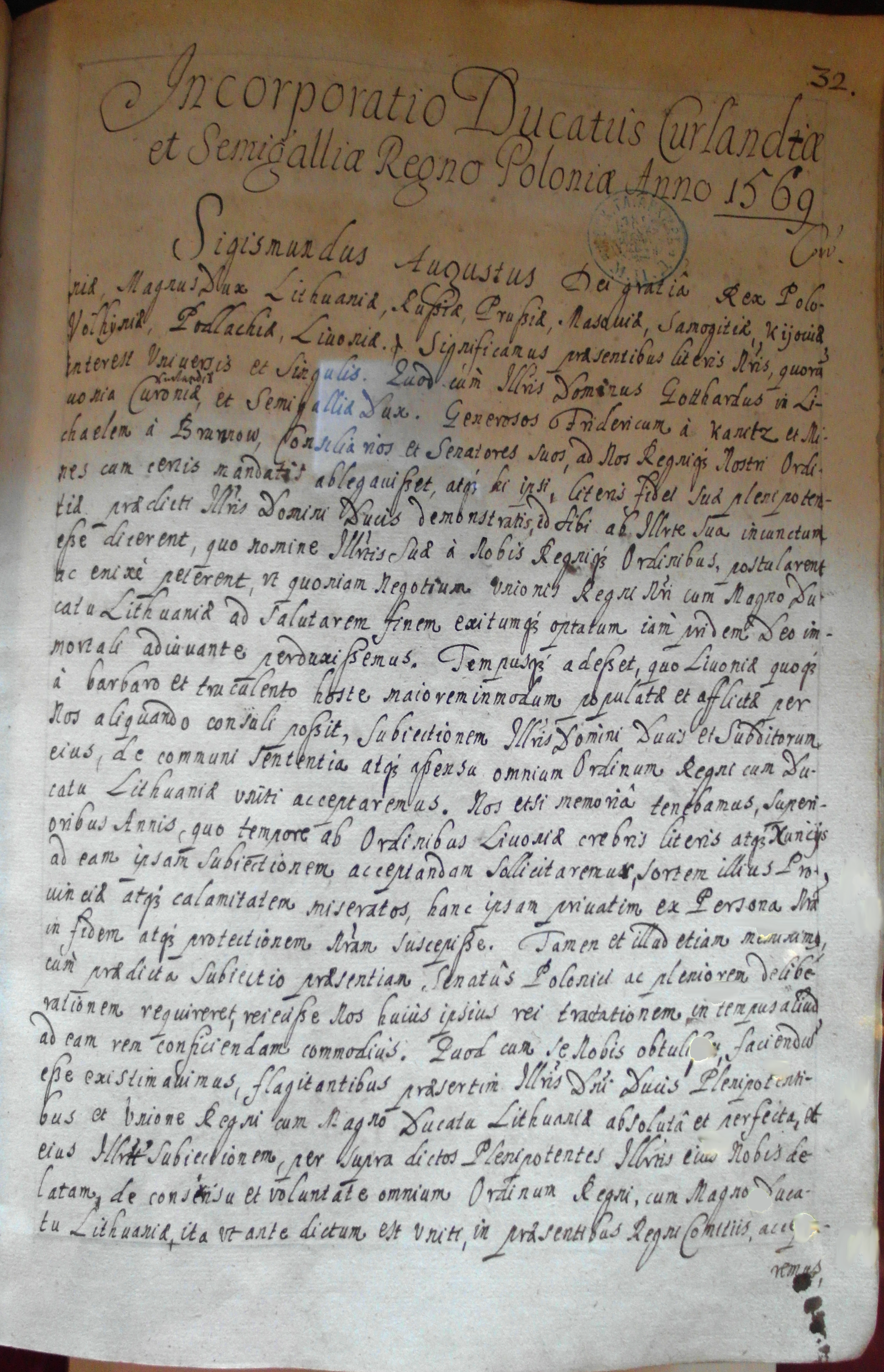
Akt inkorporacji do Korony jako lenna Księstwa Kurlandii i Semigalii przez Zygmunta Augusta w 1569 roku

Początkowe terytorium Korony Królestwa Polskiego tworzyły ziemie zjednoczonego Królestwa Polskiego, które wniosła jako swoją własność Jadwiga Andegaweńska, będąca ostatnim dziedzicznym królem Polski w trakcie ślubu z Jagiełłą w 1386 roku. Obszar ten obejmował zarówno rodowe dziedzictwo Piastów (Koronę Chrobrego), jak i ich legalną sukcesję na obszarze Rusi Czerwonej, którą dołączono do Korony w 1387 roku.
Po śmierci Jadwigi Władysław Jagiełło kontynuował dzieło jednoczenia ziem Korony i przyłączył do niej utracone ziemię wieluńską (1391), ziemię dobrzyńską (1411) i Podole (1432), które było wcześniej lennem. W wyniku wojny trzynastoletniej w 1466 roku Koronie podporządkowane zostały również Prusy Królewskie, czyli utracone Pomorze Gdańskie i ziemię chełmińską, a także Warmię, która zachowała autonomię.
Po śmierci ostatnich Piastów mazowieckich w 1526 w skład Korony weszło całe Mazowsze. Natomiast w 1564 wcielono do niej śląskie księstwa oświęcimskie i zatorskie, co potwierdzało trwałość roszczeń Korony wobec utraconych ziem śląskich.
W roku 1564 król Zygmunt August, ostatni wielki książę litewski, zrzekł się na rzecz Korony Królestwa Polskiego praw do sukcesji w Wielkim Księstwie Litewskim. Natomiast w roku 1569 na sejmie lubelskim (na którym została zawarta 1 lipca unia lubelska) inkorporował Prusy Królewskie oraz jako prawny spadkobierca dziedzictwa Giedymina przekazał Koronie ruskie ziemie będące pod władzą Wielkiego Księstwa Litewskiego, do których Królestwo Polskie rościło prawa od czasów Kazimierza Wielkiego. W tym samym roku Zygmunt August inkorporował również do Korony jako lenno Księstwo Kurlandii i Semigalii.
Ostateczny kształt terytorium na wschodzie Korona Królestwa Polskiego uzyskała w 1634 roku, po zawarciu pokoju z Moskwą.
Wszyscy królowie elekcyjni zaprzysięgali strzec niepodzielności terytorium Korony i Litwy oraz odzyskać utracone terytoria. Jednocześnie Rzeczpospolita realizowała ideę pacyfizmu i wyrzekała się sięgania po terytoria, do których nie miała legalnych praw.

### Kwestia inkorporacji Litwy

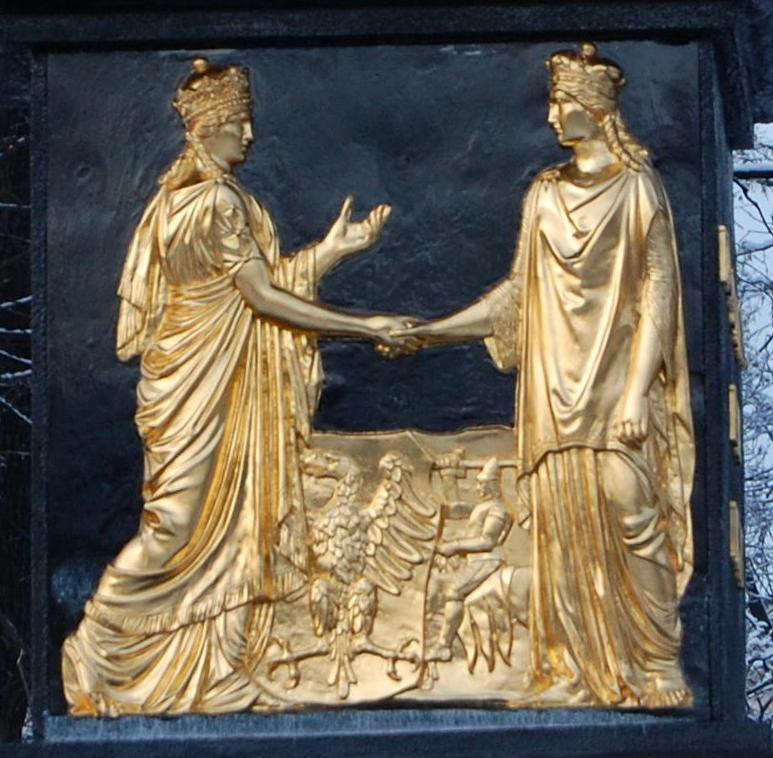
Alegoria Korony i Litwy na pomniku unii lubelskiej w Lublinie

Jednym z postanowień unii w Krewie z 1385 roku było wcielenie do Korony Królestwa Polskiego Wielkiego Księstwa Litewskiego, co oznaczało rzeczywistą inkorporację do Korony wszystkich ziem i terytoriów litewskich i ruskich podległych Jagielle. Akt inkorporacji powtarzały kolejne zawierane unie polsko-litewskie w latach 1401, 1413 i 1501.
W praktyce postanowienie to napotykało opór i zostało zrealizowane jedynie częściowo poprzez unię lubelską zawartą w 1569 roku. Całkowite zjednoczenie obu narodów Rzeczypospolitej nastąpiło dopiero w roku 1791, u schyłku istnienia państwa. W przyszłości jednak odwoływano się do idei zjednoczenia Litwy z Koroną.

### Ruś Koronna

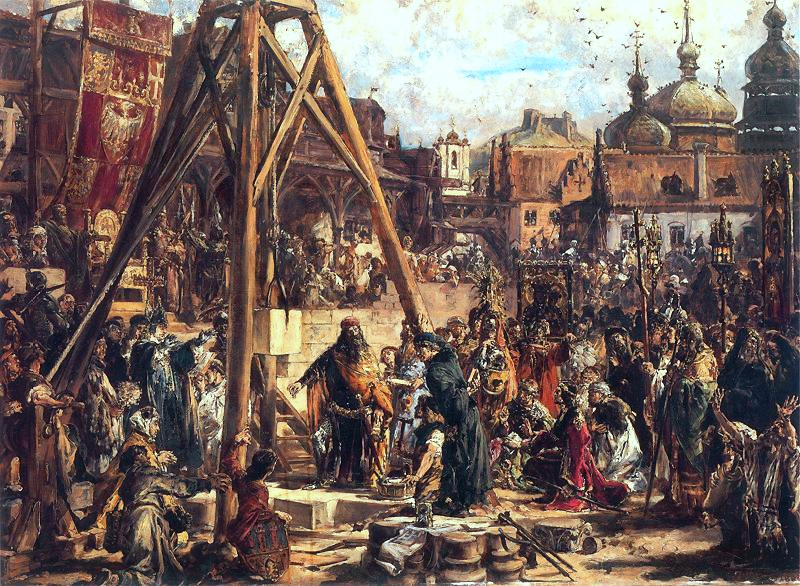
Przyłączenie Rusi Czerwonej do Korony w 1366 roku, obraz Jana Matejki z cyklu Dzieje cywilizacji w Polsce.

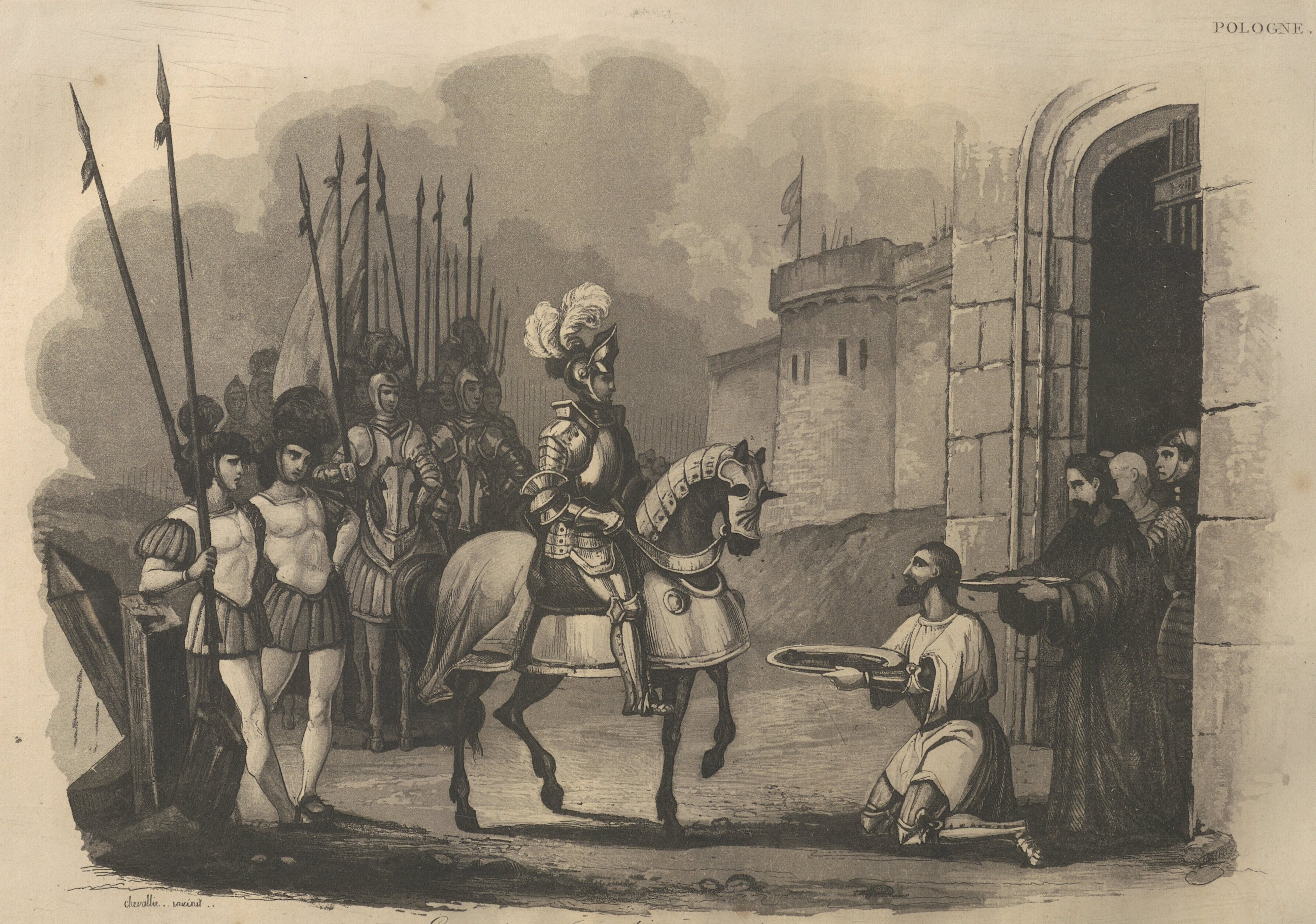
Giedymin wkracza do Kijowa w 1321 roku. Rycina z XIX w.

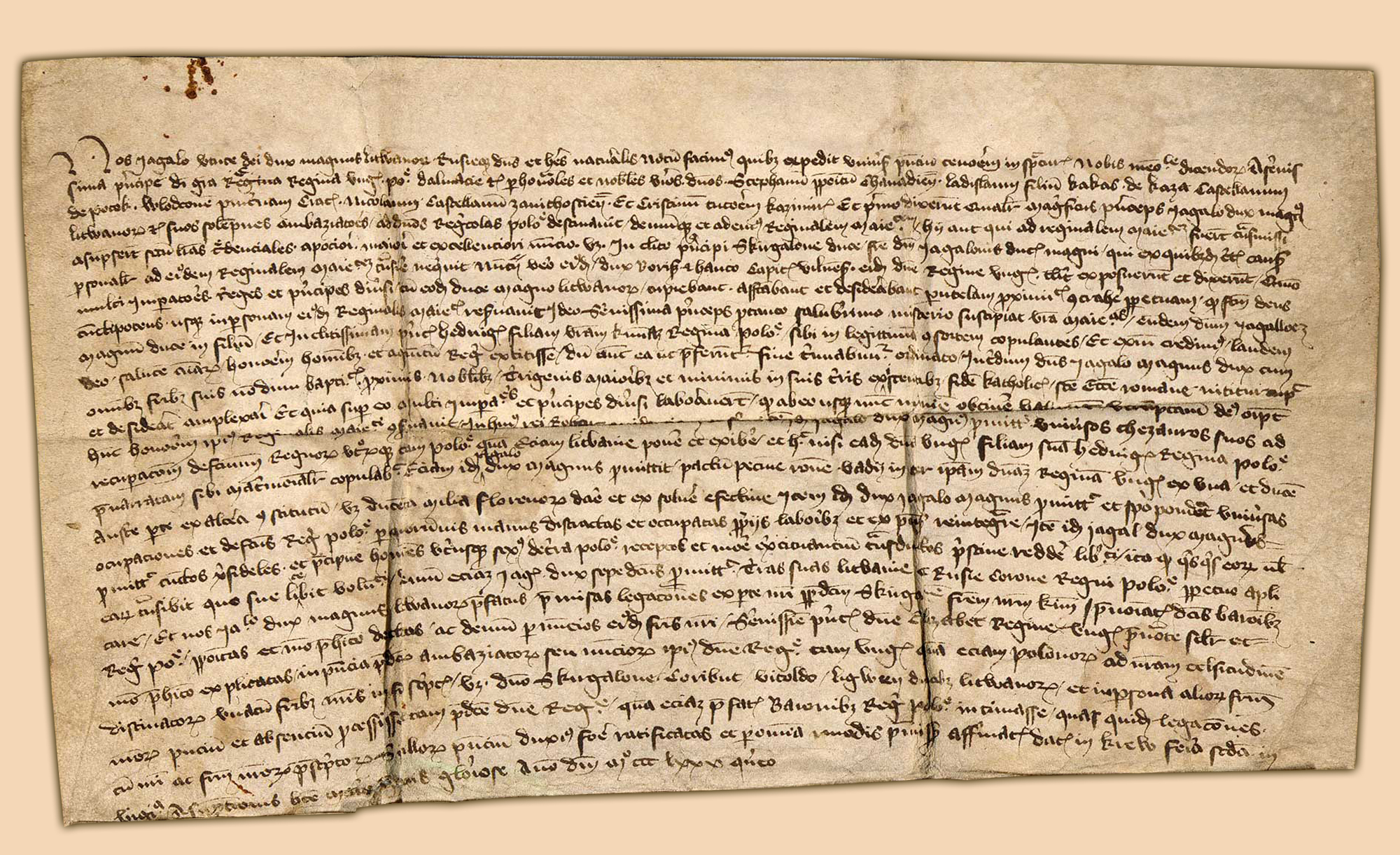
Oryginalny dokument aktu unii w Krewie z 14 sierpnia 1385 roku, która przyłączała litewskie i ruskie ziemie Giedyminowiczów do Korony

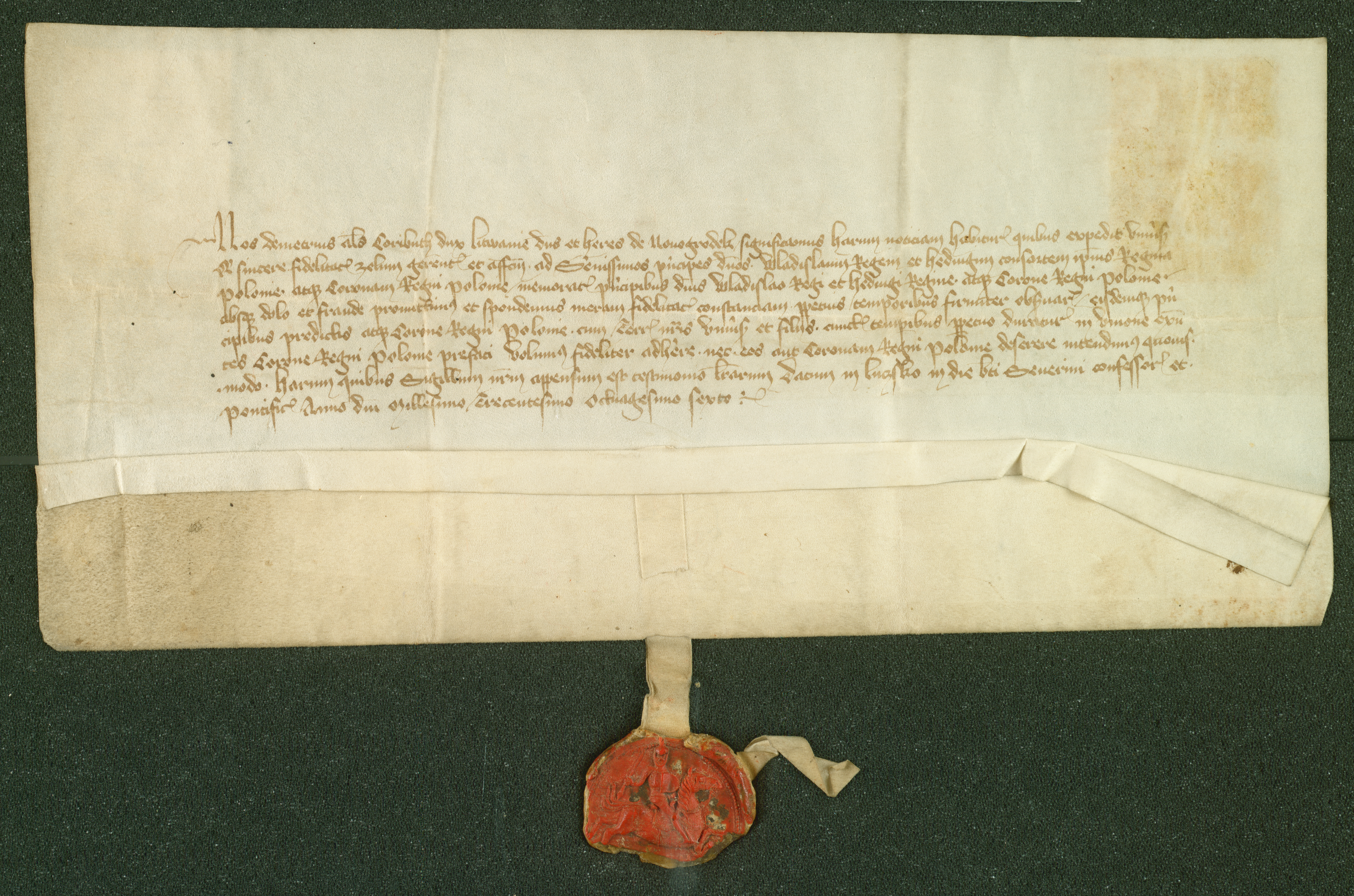
Książę nowogrodzko-siewierski Dymitr Korybut przyrzeka wierność królowi Władysławowi Jagielle, królowej Jadwidze i Koronie Królestwa Polskiego (akt z 1386 roku)

Do schyłku X wieku państwa polskie i ruskie rozwijały swoje terytoria oddzielnie, nie stykając się ze sobą. Do Mieszka I należały Grody Czerwieńskie (późniejsza Ruś Czerwona lub jej zachodnia część), które siłą zagarnął w 981 roku książę kijowski Włodzimierz, czym zapoczątkował polsko-ruską rywalizację o te ziemie. W roku 1018 Bolesław Chrobry w wyniku udanej wyprawy kijowskiej, nie tylko odzyskał dla Polski Grody Czerwieńskie, ale też zdobył stolicę Rusi. Wysyłane przez niego z Kijowa listy do obu cesarzy oraz bite monety z napisami cyrylicą wskazują, że w chwili koronacji w 1025 roku Bolesław Chrobry i jego syn Mieszko II mogli czuć się pretendentami do zwierzchnictwa nad Rusią Kijowską. Na pewno też w skład Korony Chrobrego wchodziły ziemie Rusi Czerwieńskiej.
Kolejni Piastowie (Bolesław Śmiały, Kazimierz Sprawiedliwy, Leszek Biały) jeszcze kilkakrotnie interweniowali w sprawy Rusi, osadzając na tronie w Kijowie i Haliczu podległych im książąt. Poza tym poprzez żony niektórych Piastów istniały relacje dynastyczne z Rurykowiczami.
W czasie rozbicia dzielnicowego, gdy większa część ziem ruskich pozostawała w zależności od Złotej Ordy, nastąpił upadek Rusi Kijowskiej. Według tradycyjnej historiografii rosyjskiej, czołową rolę na Rusi przejęło wówczas prowincjonalne księstwo włodziemiersko-suzdalskie (później moskiewskie), a czynnik religijny (przeniesienie patriarchatu) dał początek ideologii Trzeciego Rzymu i ekspansji Moskwy na całą Ruś pod pretekstem zbierania ziem ruskich. Jak jednak wykazał ukraiński historyk Mychajło Hruszewski, bezpośrednią legalną kontynuację politycznej władzy książąt kijowskich posiadali wówczas książęta halicko-włodzimierscy, którym faktycznie podlegał Kijów i którzy wciąż uznawali się za panów Rusi. W roku 1253 Daniel Halicki został nawet koronowany na króla Rusi i jego państwo nosiło nazwę Królestwa Rusi.
W 1323 roku na zasadzie sukcesji dynastycznej, po matce, ostatnim księciem halicko-wołyńskim został Bolesław Jerzy II z mazowieckiej gałęzi dynastii Piastów. Wobec braku potomstwa uczynił on spadkobiercą spokrewnionego ze sobą Kazimierza Wielkiego. Po zabójstwie księcia w 1340 roku król Polski prawnie przejął księstwo halicko-włodzimierskie i oficjalnie nosił tytuł pan i dziedzic Rusi (Russieque dominus et heres; ruskoj zemli hospodar i didycz, wiecznyj zemlam tym samoderżec), a później również tytuł król Rusi (rex Polonie et Russie). Jednak na skutek oporu miejscowych możnych i interwencji Litwinów Kazimierzowi nie udało się włączyć całej Rusi Czerwonej do Królestwa (zob. hasło wojna o księstwo halicko-włodzimierskie 1340–1392). Objął ją dopiero następca Kazimierza Ludwik Węgierski ustanowił on jednak tam węgierską administrację i de facto przyłączył księstwo do Węgier.
Spory polsko-litewsko-węgierskie zakończyła dopiero unia w Krewie w 1385 i interwencja Władysława Jagiełły (formalnie w imieniu „króla” Jadwigi), który zgodnie z porozumieniami krewieńskimi w 1386 roku usunął z Rusi Czerwonej litewskie siły i węgierskich starostów. W następnym 1387 roku Jadwiga Andegaweńska ogłosiła akt przyłączenia Rusi Halicko-Włodzimierskiej do Korony. Odtąd Ruś Czerwona aż do I rozbioru byłą częścią Korony jako województwo ruskie, a królowie polscy do samego końca Rzeczypospolitej nosili legalny tytuł książąt ruskich.
W 1432 roku Jagiełło jako samodzielny król podporządkował Koronie część Podola. Jednak większość Wołynia i część Podola pozostawały przy Litwie. Poza tym wielcy książęta litewscy dziedziczyli szereg innych dawnych księstw ruskich, które w okresie kryzysu Złotej Ordy wybrały panowanie litewskie, zamiast mongolskiego. Było to głównie zasługą Giedymina, który podporządkowywał księstwa ruskie od Podlasia do Smoleńska, w tym sam Kijów (w 1321), przede wszystkim dzięki małżeństwom dynastycznym swoich synów. Jagiellonowie byli główną gałęzią rodu Giedyminowiczów i ich prawnymi dziedzicami.
Zgodnie z aktem unii w Krewie wszyscy książęta litewscy i ruscy z terenu Wielkiego Księstwa Litewskiego oraz ich lennicy złożyli w latach 1385–1387 hołd lenny i przysięgę wierności Koronie Królestwa Polskiego i parze królewskiej. Ponadto zgodnie z postanowieniami Jagiełło i książęta litewscy zobowiązali się włączyć wszystkie podległe im ziemie litewskie i ruskie do Korony. Nie nastąpiło to jednak aż do roku 1569, gdy ostatni Jagiellon, jako prawny dziedzic patrymonium Giedymina, włączył dobrowolnie i na zawsze do Korony Podlasie, litewską część Wołynia oraz ziemie ukrainne: kijowską i bracławską. Odtąd Ruś Koronna obejmowała nie tylko Ruś Czerwoną i Podole, ale też ziemie reszty Ukrainy.
W roku 1619 na mocy rozejmu w Dywilinie do Korony włączono również ziemię czernihowską i siewierską, do których praw na rzecz Korony zrzekł się car Michał I (ziemie te już wcześniej podlegały Giedyminowiczom i uznawały zwierzchność Korony). Porozumienia dywilińskie potwierdził podpisany w 1634 roku pokój wieczysty w Polanowie. Wówczas ostatecznie ustalił się obszar Korony Królestwa Polskiego.

### Utrata ziem i rozbiory
W wyniku trwającej 14 lat wojny z Rosją (tzw. potop rosyjski) Rzeczpospolita, osłabiona powstaniem Chmielnickiego i najazdem Szwedów, utraciła część ziem leżących za Dnieprem. Rozejm andruszowski z 1667 postanawiał, że Korona traci na rzecz Rosji Zadnieprze, czyli województwo czernihowskie oraz połowę województwa kijowskiego. Postanowienia rozejmu następnie sankcjonował traktat Grzymułtowskiego z 1686 roku zawarty przez Jana Sobieskiego w celu wspólnego wystąpienia przeciw Turcji. Sam Kijów (miasto królewskie Korony) leżący na zachodnim brzegu Dniepru miał przypaść Rosji zaledwie na dwa lata, lecz de facto Rosja już nigdy go nie oddała.
Postanowienia andruszowskie i pokój z 1686 zostały jednak uznane w Koronie za nielegalne i nie były ratyfikowane przez kolejne sejmy. Jan III Sobieski nie był królem dziedzicznym, lecz wybieralnym, więc decyzje dotyczące granic Korony pozostawały w gestii Sejmu. Jako król był na mocy pacta conventa zobowiązany do obrony całości granic Rzeczypospolitej. W wyniku braku zgody na ratyfikację przez kolejne Sejmy, jedynym prawomocnym dokumentem regulującym stan granic Polski z Rosją pozostawał traktat polanowiecki z 1634 roku. Z formalnego więc punktu widzenia zabór pozostawał nieważny aż do 1764 roku, gdy przekupiony przez ambasadora rosyjskiego interrex prymas Łubieński na sejmie konwokacyjnym zatwierdził traktat Grzymułtowskiego r. i uznał tytuł władców Rosji (Wszechrusi), co otwierało drogę do roszczeń carów Moskwy do ziem Rusi Koronnej.
Rzeczpospolita nigdy jednak nie ratyfikowała żadnych traktatów dotyczących zaboru Kijowa. Formalnie pozostawał miastem Korony aż do II rozbioru w 1793 roku. Dopiero wówczas też zlikwidowano województwo kijowskie.
W latach 1772, 1793 i 1795 miały miejsce rozbiory Polski, w wyniku których przestała faktycznie istnieć Rzeczpospolita Korony Polskiej i Litwy. Król Stanisław August Poniatowski zaaprobował traktaty rozbiorowe, do czego jednak nie miał prawa jako król elekcyjny. Zgodnie z ideą Korony Królestwa Polskiego, jego rolą było strzeżenie ciągłości i nienaruszalności granic Królestwa. Zgodnie z tą ideą, w okresie rozbiorów dążono do restytucji Królestwa Polskiego w całości granic przedrozbiorowych.

## Ziemie Korony Królestwa Polskiego

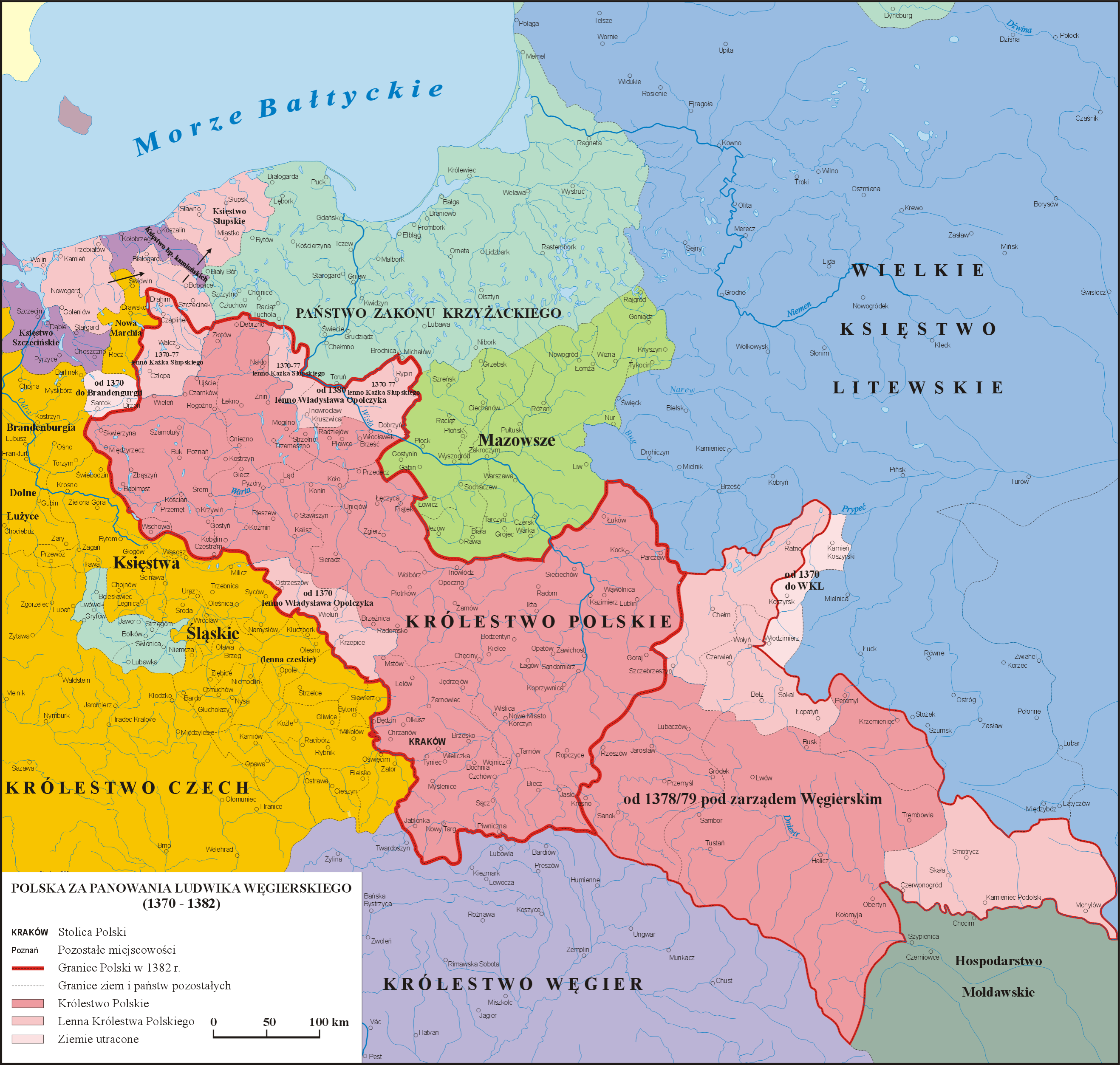
Królestwo Polskie za panowania dynastii węgierskiej (wraz z lennami)

Korona Królestwa Polskiego (wraz z lennami) i Wielkie Księstwo Litewskie za panowania Jagiełły

Rzeczpospolita Obojga Narodów w największym zasięgu, ok. 1635 oraz ziemie później utracone

Na obszar Korony składały się „ziemie” (łac. terrae), które korzeniami sięgały księstw dzielnicowych. Ziemie przekształcano lub dzielono na województwa, choć termin ten pozostawał w użyciu.
W czasach Rzeczypospolitej Korona dzieliła się na prowincje wielkopolską oraz małopolską, które zaś dzieliły się na województwa, a te na powiaty.

### Ziemie Korony Królestwa Polskiego
(* – data inkorporacji, jeśli nastąpiło to po okresie Zjednoczonego Królestwa)
- Prowincja wielkopolska
  - Wielkopolska
    - Ziemia kaliska
    - Ziemia poznańska

  - Kujawy
  - Ziemia łęczycka
  - Ziemia sieradzka
  - Ziemia wieluńska (*1391)
  - Prusy Królewskie (*1466/1569)
    - Ziemia chełmińska
    - Pomorze Gdańskie
    - Warmia

  - Mazowsze (*1462-1526)
    - Ziemia dobrzyńska (*1411)
    - Ziemia rawska i gostynińska (*1462)
    - Ziemia sochaczewska (*1475)
    - Ziemia płocka (*1495)
    - Ziemia warszawsko-czerska (*1526)

  - Ziemia lęborsko-bytowska (*1637)
- Prowincja małopolska
  - Małopolska
    - Ziemia krakowska
    - Ziemia sandomierska

  - Ruś Czerwona (*1387)
  - Wołyń (*1377/*1569)
  - Podole (*1432)
  - Księstwo oświęcimskie i zatorskie (*1564)
  - Podlasie (*1569)
  - Ziemie ukrainne
    - Ziemia kijowska (*1569)
    - Ziemia bracławska (*1569)
    - Ziemia czernihowska i siewierska (*1619)
- Inflanty polskie (*1620)
- Kurlandia i Semigalia (*1569, 1726)

### Związane unią
- Wielkie Księstwo Litewskie

### Lenna Korony
(* – inkorporacja do Korony)
- Księstwo Mazowieckie (do 1526*)
- Księstwo płockie (do 1495*)
- Podole (do 1432*)
- Prusy Zakonne (1466–1525) i Prusy Książęce (1525-1657)
- Księstwo Kurlandii i Semigalii (1561-1726*, razem z Litwą)
- Hospodarstwo Mołdawskie (1387-1497)
- Wołoszczyzna (1396-1397)
- Republika Nowogrodzka (1389-1392 i 1407-1412)
- Księstwa oświęcimskie i zatorskie (1456-1564*)
- Ziemia lęborsko-bytowska (1526-1637*)
- Spisz (1412-1769)

### Sąsiedzi
W okresie istnienia Korony Królestwa Polskiego zmieniała się sytuacja polityczna za jej najbliższymi granicami. Przez ten czas najważniejszymi sąsiadami byli:
- Święte Cesarstwo Rzymskie, a w jego granicach min.:
  - Królestwo Czech i następnie Kraje Korony Czeskiej
  - Monarchia Habsburgów (Austria)
  - Księstwa śląskie
  - Marchia Brandenburska i Nowa Marchia
  - Księstwo Pomorskie
- państwa w Prusach: Prusy Zakonne, Prusy Książęce, Królestwo Prus
- Królestwo Szwecji
- Królestwo Węgier (czasowo tureckie i potem austriackie)
- Imperium Osmańskie (Turcja), w tym:
  - Księstwo Siedmiogrodu
  - Hospodarstwo Mołdawskie
  - Chanat Krymski
- Carstwo Rosyjskie i następnie Imperium Rosyjskie

## Idea Korony Królestwa Polskiego

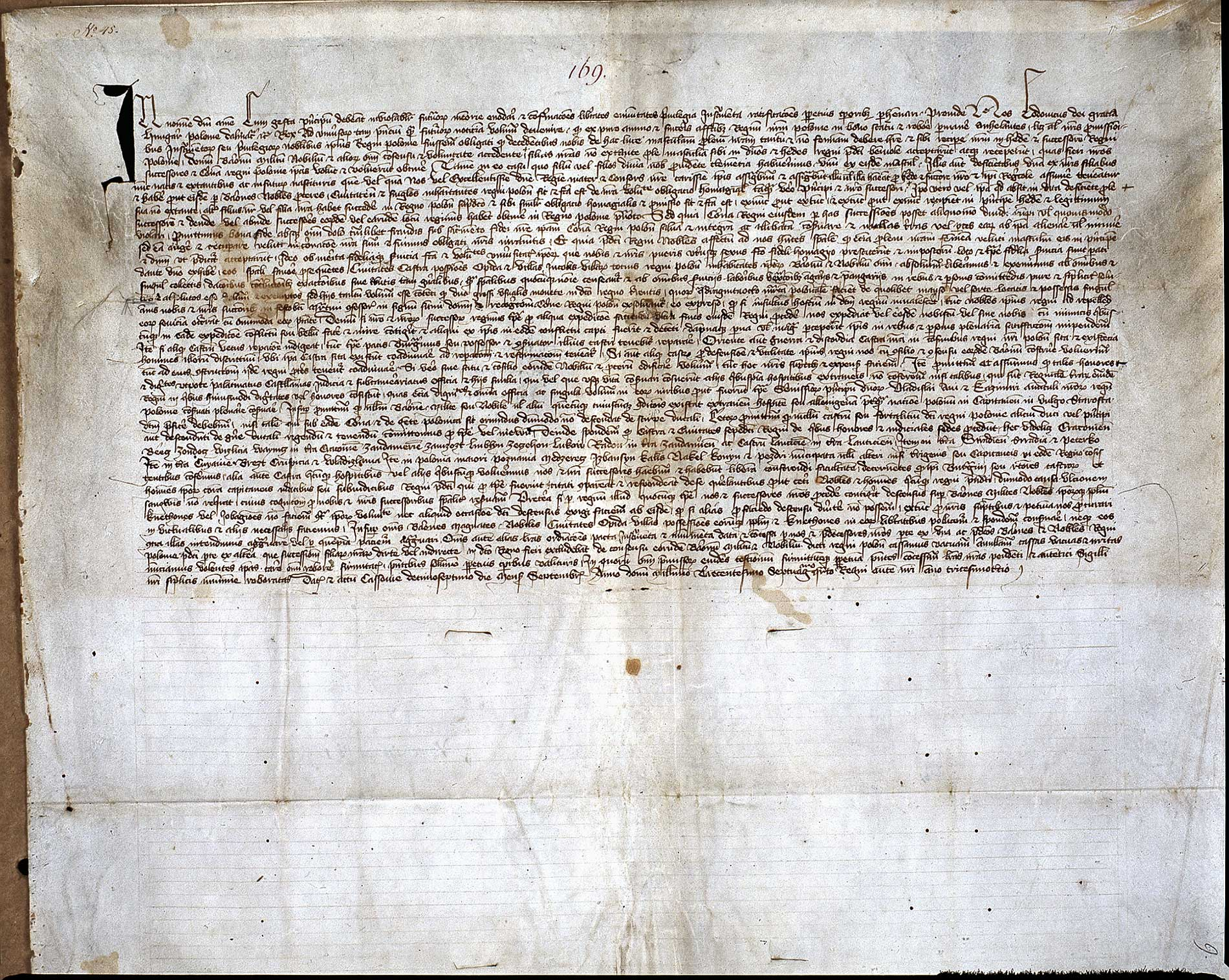
Dokument przywileju koszyckiego (1374)

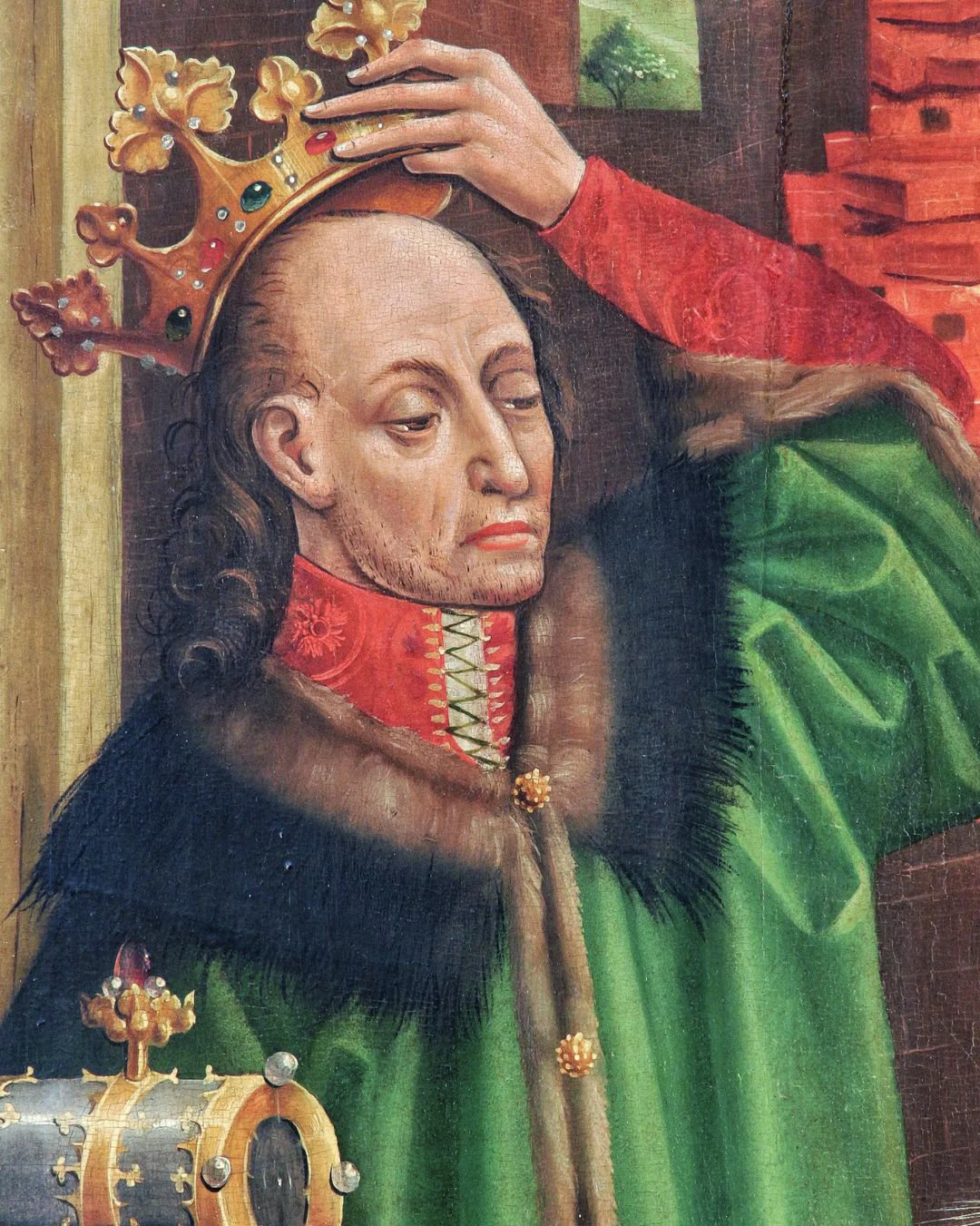
Koronacja Władysława Jagiełły w 1386 (fragment ołtarza z katedry wawelskiej z ok. 1475)

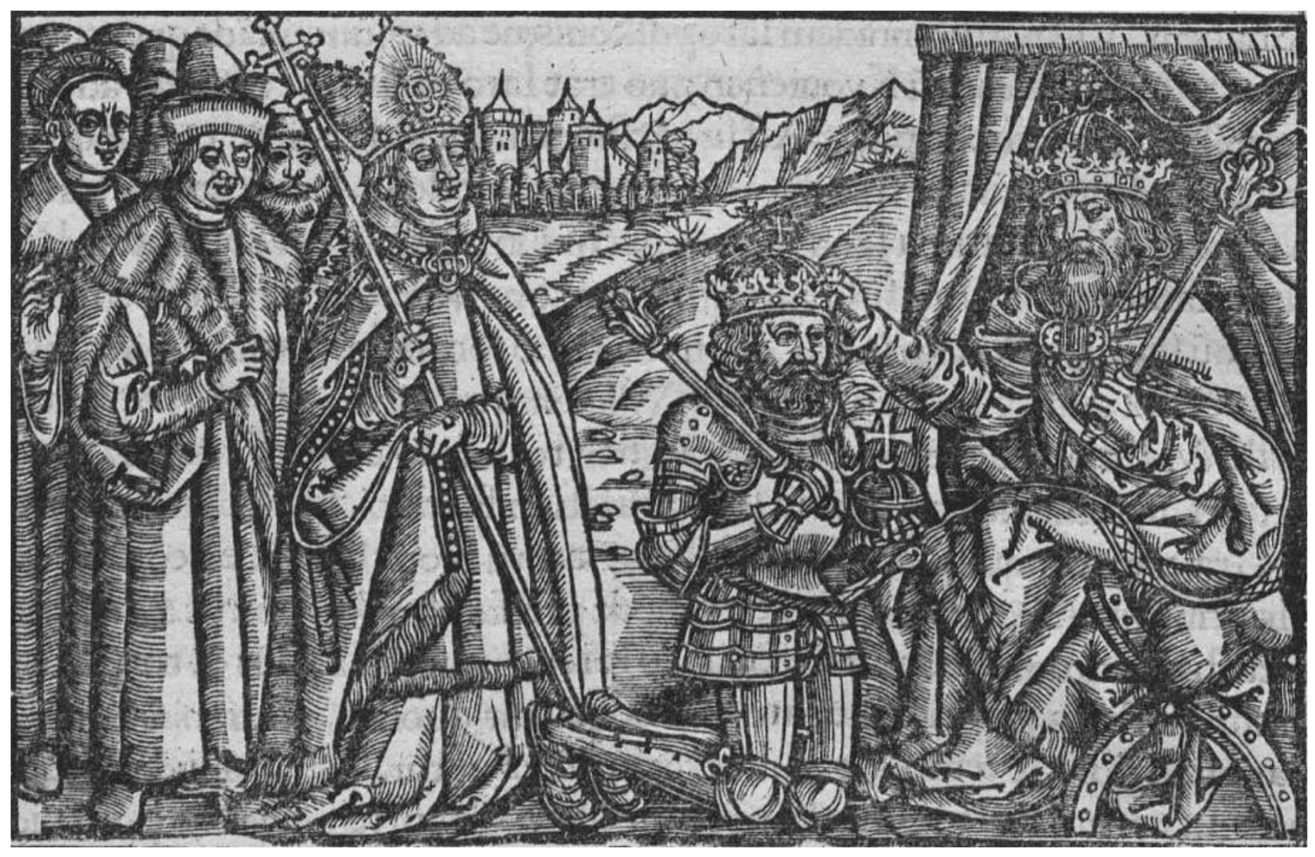
Bolesław Chrobry koronowany zamkniętą koroną przez Ottona III – rycina z Chronica Polonorum Macieja Miechowity z 1519 roku. Gallowa tradycja koronacji Chrobrego na suwerennego króla, była w XVI wieku już zasadą ustrojową.

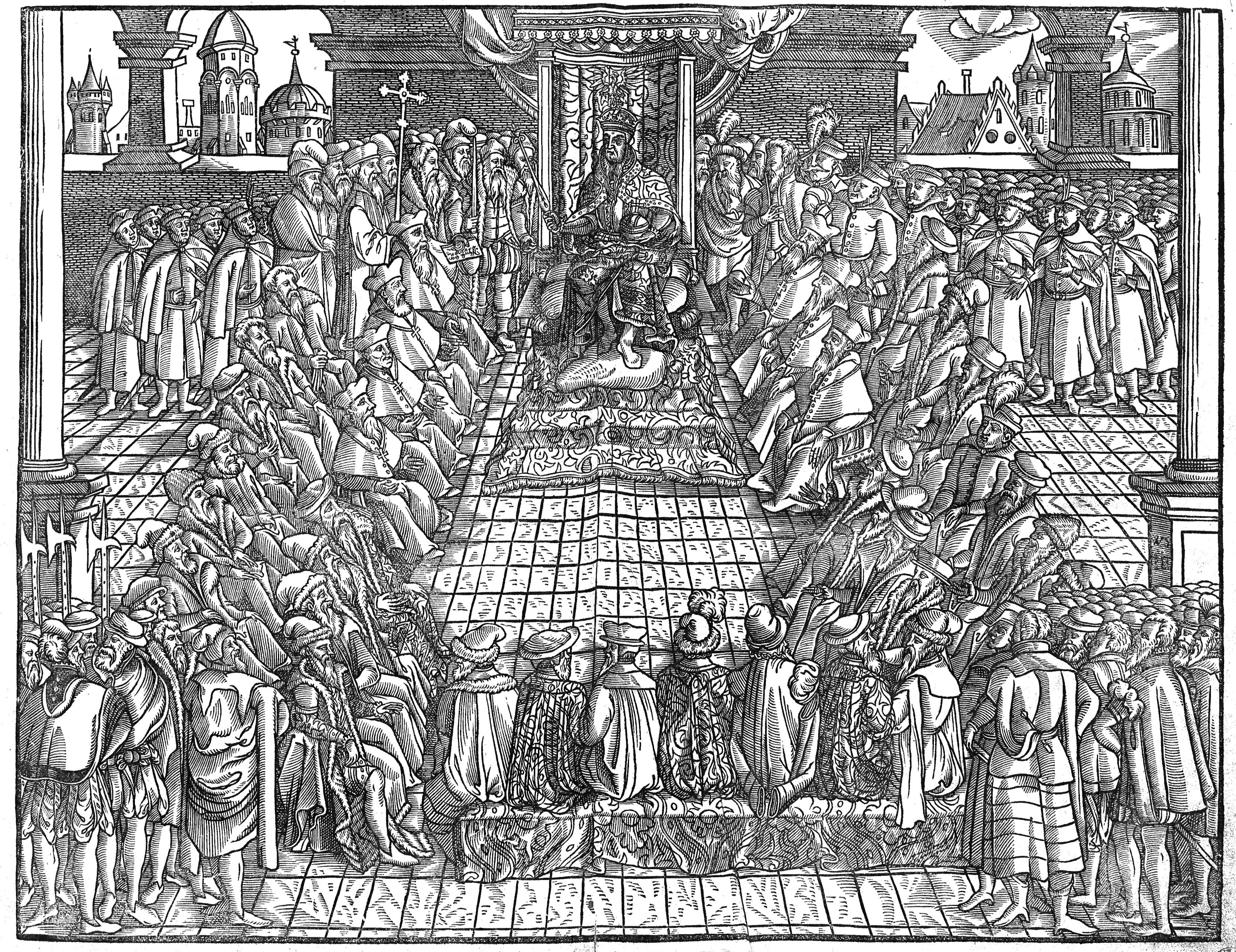
Sejm koronny za panowania Zygmunta II Augusta (grafika z dzieła Jana Herburta Statuta y Przywileie Koronne z 1570 roku)

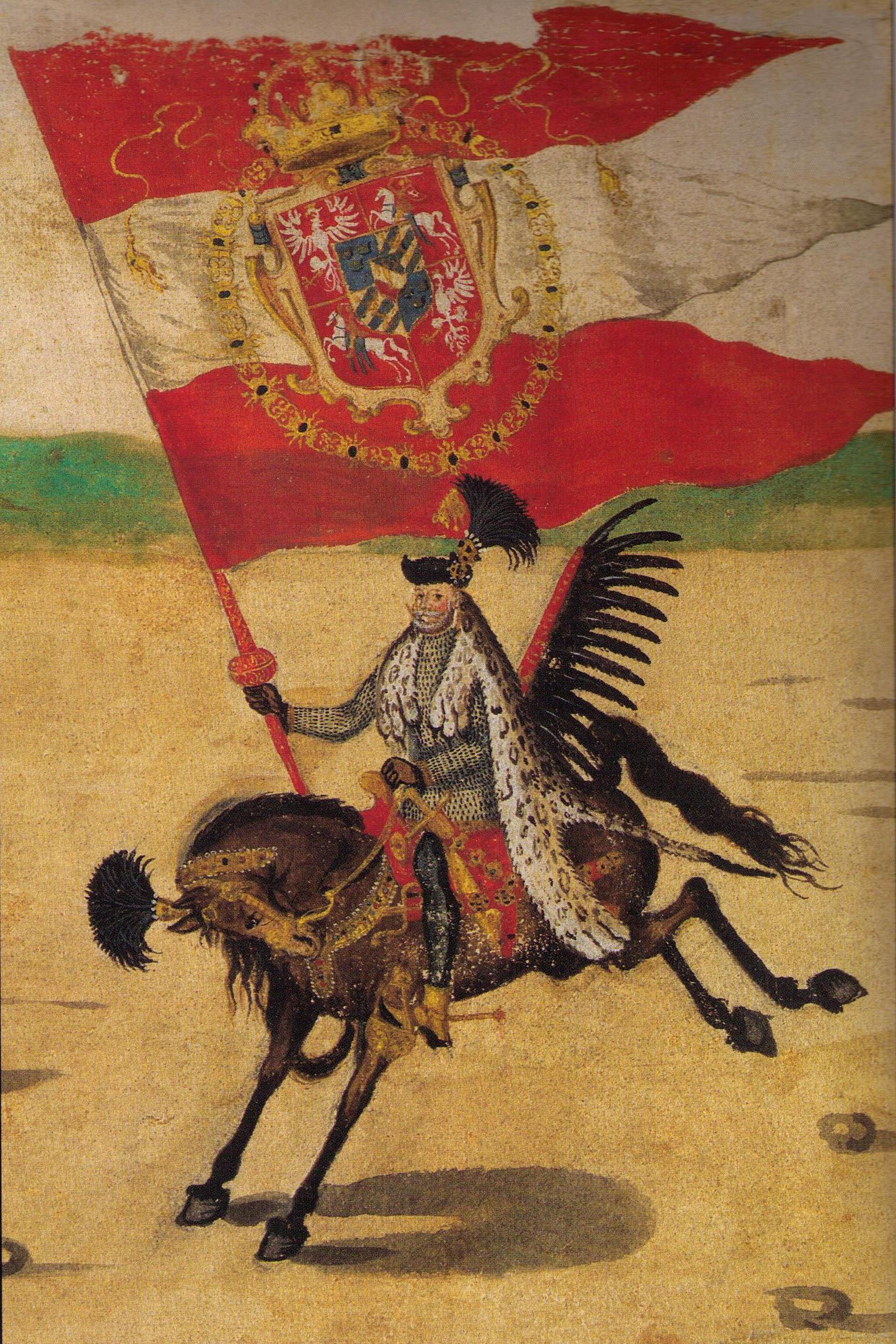
Chorąży armii koronnej (ok. 1605)

### Geneza
Koncepcja Korony Królestwa sięga korzeniami przełomu XIII i XIV wieku i powstała jako naczelna ideologia polityczna rodzącej się wówczas monarchii stanowej w jednoczącej się Francji z okresu Stanów Generalnych. Bezpośredni wpływ na narodzenie się idei Korony Królestwa Polskiego miały koncepcje polityczne realizowane w rządzonych przez obce dynastie monarchiach stanowych Czech (dynastia Luksemburgów) i Węgier (dynastia Andegawenów) w późnym średniowieczu. W krajach tych ideologia korony królestwa przyjęła nazwy „Korony świętego Wacława” i „Korony Świętego Stefana”, nawiązujące do postrzeganych jako święte insygniów władzy monarszej i miała na celu ograniczenie władzy królewskiej, nad królem bowiem stało właśnie królestwo.
W Polsce określenie „Korona Królestwa Polskiego” po raz pierwszy pojawia się w dokumentach królewskich za Kazimierza Wielkiego (1333–1370), nie niosło one jednak wtedy ze sobą jeszcze spójnej ideologii politycznej, stanowiąc raczej zamiennik dla nazwy Królestwa Polskiego. Termin Corona Regni pojawia się tylko trzykrotnie w dokumentach Kazimierza Wielkiego i wszystkie trzy są określeniami obcych kancelarii, w związku z układami międzynarodowymi, co było ówcześnie powszechne. Jednak za czasów Kazimierza Wielkiego koncepcja Korony Królestwa, która ograniczała władzę króla, stała w sprzeczności z charakterem jego rządów.
Dopiero wygaśnięcie głównej linii Piastów w 1370 roku i przejście dziedzictwa w ręce dynastii Ludwika Andegaweńskiego doprowadziło do ostatecznego wykrystalizowania się terminu, określającego nowy sposób postrzegania państwa i władcy, charakterystyczny dla rozwiniętej monarchii stanowej. Ludwik Węgierski był już królem Korony Królestwa Polskiego i to dla niej zobowiązywał się odzyskać wszystkie utracone ziemie. W imię interesów Korony Królestwa zażądano od króla Ludwika unieważnienia testamentu Kazimierza, ponieważ zapis ziem dla wnuka stał w sprzeczności z prawem Korony do zachowania integralności terytorialnej. Początkowo termin „Korona” stosowany był przede wszystkim w kręgu możnowładztwa małopolskiego (grupa tzw. panów krakowskich). Z czasem dzięki wpływowi jaki wspomniana grupa dostojników wywierała na Ludwika Węgierskiego i Władysława Jagiełłę, Korona Królestwa stała się obowiązującą ideologią państwową.

### Założenia
Nazwa „Korona Królestwa Polskiego” odnosiła się do państwa, jako instytucji niezależnej od władcy, niebędącej już, jak w dobie monarchii patrymonialnej, jego własnością. Nazwa „Korona Królestwa” określała Polskę, jako organizm niepodzielny, rządzący się prawami i zasadami ustrojowymi stojącymi ponad osobą monarchy. Władca zgodnie z tą ideologią nie miał prawa uszczuplania terytorium państwa, np. poprzez zapis testamentowy lub nadanie ziemi w lenno. Nie był też już jedynym i nadrzędnym źródłem prawa, jak w okresie wcześniejszym. Sam podlegał prawom królestwa, co wyrażało się m.in. w wykształconym już w pełni prawie oporu. Terminem Korony Królestwa określano często nie tylko ziemie rzeczywiście znajdujące się pod władzą króla polskiego, ale także te do których roszczono sobie prawa, czyli przede wszystkim Śląsk i Pomorze Gdańskie. Do Korony wliczano także stanowiące (pomimo podejmowanych przez lokalnych książąt prób usamodzielnienia się) lenno Polski – Mazowsze.
Za Ludwika Węgierskiego ideologia Korony Królestwa przyjęła już w pełni rozwiniętą formę. Termin ten stosowano przede wszystkim w celu zabezpieczenia pozycji i niezależności Królestwa Polskiego, które w unii personalnej z Węgrami było stroną niewątpliwie słabszą. Przykład stanowi przywilej koszycki z 1374, w którym Ludwik zobowiązał się: zachowywać Koronę Królestwa Naszego całą i nienaruszoną i żadnych ziem lub ich części od niej nie odrywać ani uszczuplać.
W jej skład idei Korony wchodziły 3 zasady wewnętrzne:
- Zasada niepodzielności państwa polskiego – uniemożliwiała ona powrót na drogę rozbicia dzielnicowego
- Zasada suwerenności (przejęta z Francji) – królowie polscy nie składają hołdów lennych
- Zasada niepozbywalności terytorium państwowego – zasada ta miała 2 konsekwencje:
  - nie można było darować lub sprzedawać kawałka terytorium państwa polskiego
  - kolejni królowie Polski składali w momencie koronacji przysięgę, iż będą próbować odzyskać utracone ziemie

Nowa ideologia państwowa wpisywała się w szerszy nurt przemian, który na sile przybrał wraz z przejęciem władzy przez obcych władców, ale zapoczątkowany został już w momencie zjednoczenia państwa przez Władysława Łokietka i wykrystalizowania się monarchii stanowej (jej umowna data początkowa – 1320). Przejawiał się on w nowym sposobie rozumienia państwa jako spójnego organizmu, w wykreowaniu symboli ogólnopaństwowych (Orzeł Biały), z czasem także w podporządkowaniu władzy monarszej zasadom ustrojowym (egzekwowany od 1438, choć początkowo nie w pełni skutecznie, obowiązek potwierdzania przez nowo obranego władcę przywilejów nadanych przez jego poprzedników).

### Określenie państwa
Po zawarciu unii z Wielkim Księstwem Litewskim formalny termin Korony Królestwa przyjął się jako popularne i wygodne określenie Królestwa Polskiego. W kontraście do „Litwy” (czyli Wielkiego Księstwa Litewskiego) określano je krótko mianem „Korony”. Pod tą nazwą Królestwo stanowiło – powiększone o Podlasie i pozostałe ziemie ukraińskie – jedną z dwóch części składowych Rzeczypospolitej Obojga Narodów.
Ideologia Korony Królestwa wywarła także wpływ na terminologię stosowaną na dworze. Od późnego średniowiecza urzędy państwowe dotąd określane jako „królewskie”, zaczęły nosić nazwę „koronnych” (np. Kanclerz wielki koronny, Hetman wielki koronny itp).
W okresie zaborów nazwa Korona była używana jako potoczne wspólne określenie ziem polskich i ukraińskich. Mieszkańców tych ziem nazywano Koroniarzami, w odróżnieniu od Litwinów.

## Władcy Korony Królestwa Polskiego
| Portret | Herb | Imię                         | Data panowania | Dynastia      | Informacje dodatkowe                                          |
| ------- | ---- | ---------------------------- | -------------- | ------------- | ------------------------------------------------------------- |
|         |      | Jadwiga Andegaweńska         | 1386–1399      | Andegawenowie | król Polski koregent Władysława II Jagiełły                   |
|         |      | Władysław II Jagiełło        | 1386–1434      | Jagiellonowie | król Polski najwyższy książę litewski, wielki książę litewski |
|         |      | Władysław III Warneńczyk     | 1434–1444      | Jagiellonowie | król Polski król Węgier, najwyższy książę litewski            |
|         |      | Kazimierz IV Jagiellończyk   | 1447–1492      | Jagiellonowie | król Polski wielki książę litewski.                           |
|         |      | Jan I Olbracht               | 1492–1501      | Jagiellonowie | król Polski książę głogowski                                  |
|         |      | Aleksander Jagiellończyk     | 1501–1506      | Jagiellonowie | król Polski wielki książę litewski                            |
|         |      | Zygmunt I Stary              | 1506–1548      | Jagiellonowie | król Polski wielki książę litewski                            |
|         |      | Zygmunt II August            | 1548–1572      | Jagiellonowie | król Polski wielki książę litewski, koregent Zygmunta I       |
|         |      | Henryk III Walezy            | 1573–1575      | Walezjusze    | król Polski król Francji                                      |
|         |      | Anna Jagiellonka             | 1575–1586      | Jagiellonowie | król Polski                                                   |
|         |      | Stefan Batory                | 1576–1586      | Batorowie     | król Polski książę Siedmiogrodu                               |
|         |      | Zygmunt III Waza             | 1587–1632      | Wazowie       | król Polski król Szwecji                                      |
|         |      | Władysław IV Waza            | 1632–1648      | Wazowie       | król Polski król Szwecji, car Rosji                           |
|         |      | Jan II Kazimierz Waza        | 1648–1668      | Wazowie       | król Polski król Szwecji Abdykował                            |
|         |      | Michał Korybut Wiśniowiecki  | 1669–1673      | Wiśniowieccy  | król Polski                                                   |
|         |      | Jan III Sobieski             | 1674–1696      | Sobiescy      | król Polski                                                   |
|         |      | August II Mocny              | 1697–1704      | Wettynowie    | król Polski książę Saksonii Abdykował                         |
|         |      | Stanisław Leszczyński        | 1704–1709      | Leszczyńscy   | król Polski Abdykował                                         |
|         |      | August II Mocny              | 1709–1733      | Wettynowie    | król Polski książę Saksonii                                   |
|         |      | Stanisław Leszczyński        | 1733–1736      | Leszczyńscy   | król Polski książę Lotaryngii i Baru Abdykował                |
|         |      | August III Sas               | 1733–1763      | Wettynowie    | król Polski książę Saksonii                                   |
|         |      | Stanisław August Poniatowski | 1764–1795      | Poniatowscy   | król Polski Abdykował                                         |